# 京都府立宇治公園
京都府立宇治公園(きょうとふりつうじこうえん)は京都府宇治市にある府立公園。1949年(昭和24年)に風致公園として指定され、1958年(昭和33年)に都市公園に設定された。

## 概要
一般的に宇治川の中洲に浮かぶ塔の島・橘橋の総称である中の島地区と左岸にあるよりみち公園を含め宇治公園と呼んでいる。塔の島のは鎌倉時代に建立したと言われている国の重要文化財であり、日本一長い石塔である十三重石塔がある。また両岸には橋がかけられており、左岸は喜撰橋・橘橋、右岸は朝霧橋がかけられており、自由に行き来することができる。春になると、桜の名所となり川沿いで「宇治川さくらまつり」が開催される。夏になる宇治川にて鵜飼を見ることができる。秋は周辺の山々の紅葉を眺められる名所となり、公園周辺では「宇治茶まつり」が行われる。周辺は平等院や宇治神社といった国宝や世界遺産に囲まれている、全国的にも珍しい公園となっている。他にも宇治公園一帯は「宇治の月」として日本百名月に二号目に認定されている

## 施設

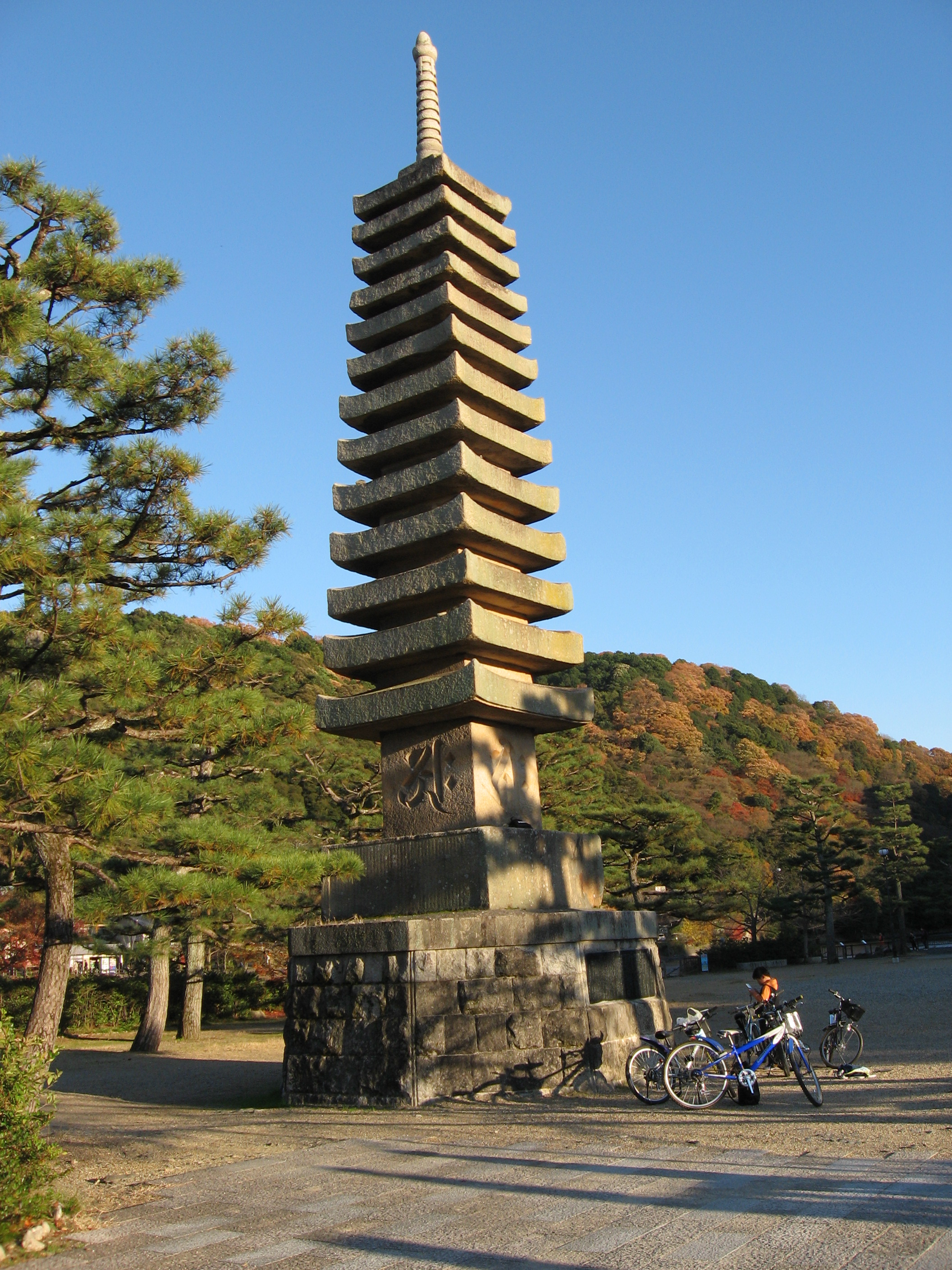
十三重石塔

- 橘島
- 塔の島
- よりみち公園

## 周辺施設
- 平等院
- 宇治神社
- 宇治上神社
- 縣神社
- 宇治市観光センター
- 宇治十帖の像

## 禁止行為
以下の行為はすべて禁止となっている。
- 公園施設の損害及ぼ汚損
- 土地形質を変更し、土石の採取
- 木の伐採

等々が禁止されている。

## アクセス
- JR宇治駅から徒歩15分
- 京阪宇治駅から徒歩7分
- 常時開園。入園料無料。